# 加尔默罗会教堂 (慕尼黑)
48°08′25″N 11°34′17″E / 48.14028°N 11.57139°E

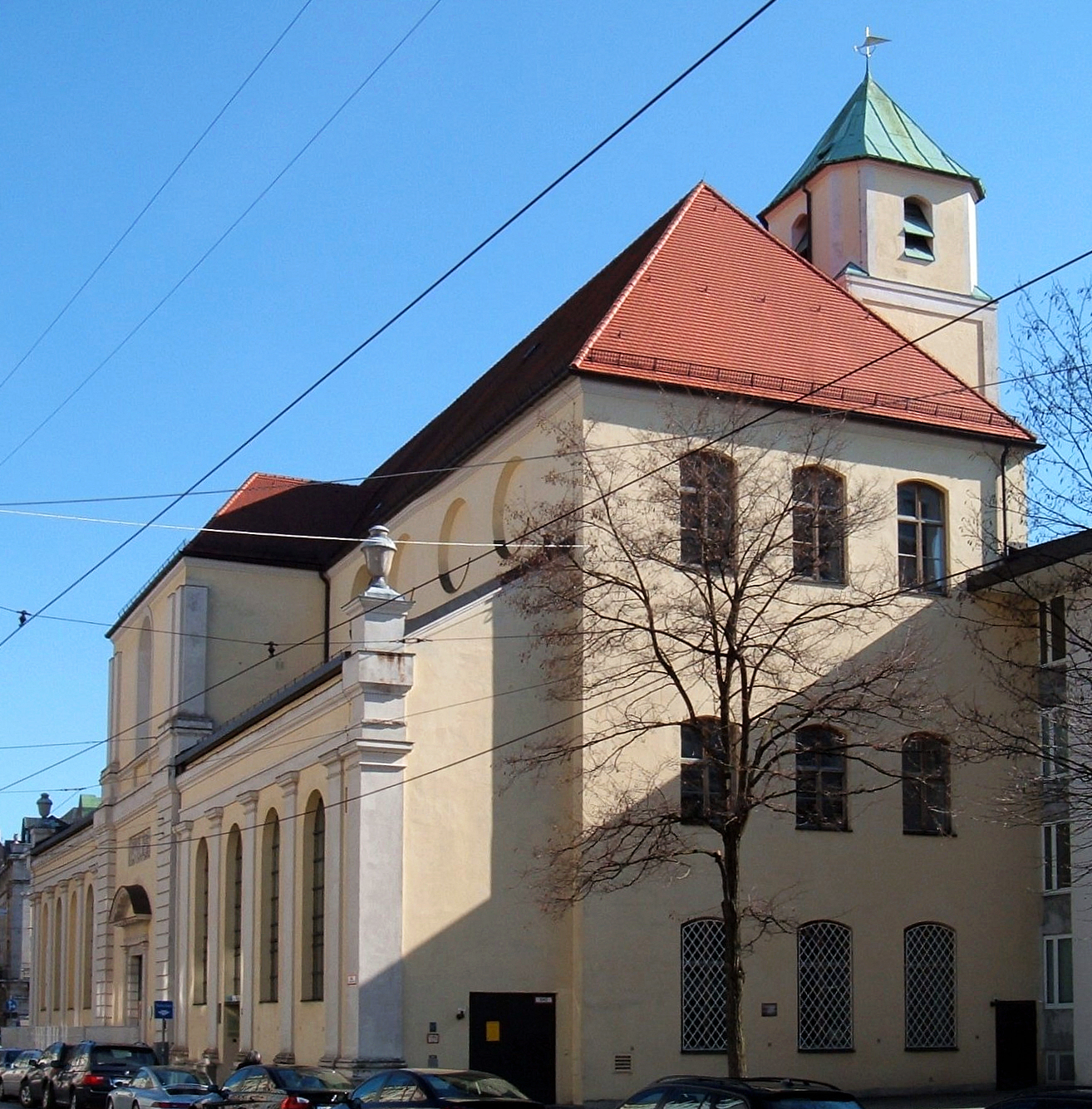

加尔默罗会圣尼各老堂（Karmelitenkirche，Carmelite Church of St. Nicholas）是德国慕尼黑的一座原教堂，巴洛克风格，今天用作教会图书馆和阅览室，以及天主教慕尼黑-弗赖辛总教区的档案馆。 